# Ordre de la Rédemption africaine
L'ordre de la Rédemption africaine est un ordre honorifique décerné par le gouvernement du Liberia, fondé le 13 janvier 1879 sous la présidence d'Anthony W. Gardiner. Il est décerné pour honorer le travail humanitaire au Libéria, ainsi que les actes de soutien et d'assistance à la nation libérienne et aux individus qui ont joué un rôle de premier plan dans l'émancipation des Afro-Américains et la poursuite de l'égalité des droits.
L'ordre a remplacé l'ancienne « médaille de l'étoile solitaire » libérienne.
Les trois grades de l'ordre sont:
* Grand Commandeur : le Grand Commandeur porte un large ruban sur l'épaule droite et l'étoile de l'ordre sur la gauche.
* Chevalier Commandeur : le Chevalier Commandeur, porte un ruban autour du cou et une étoile plus petite mais identique. 
* Officier : l'officier porte un ruban étroit avec rosace à gauche.

## Description de l'ordre

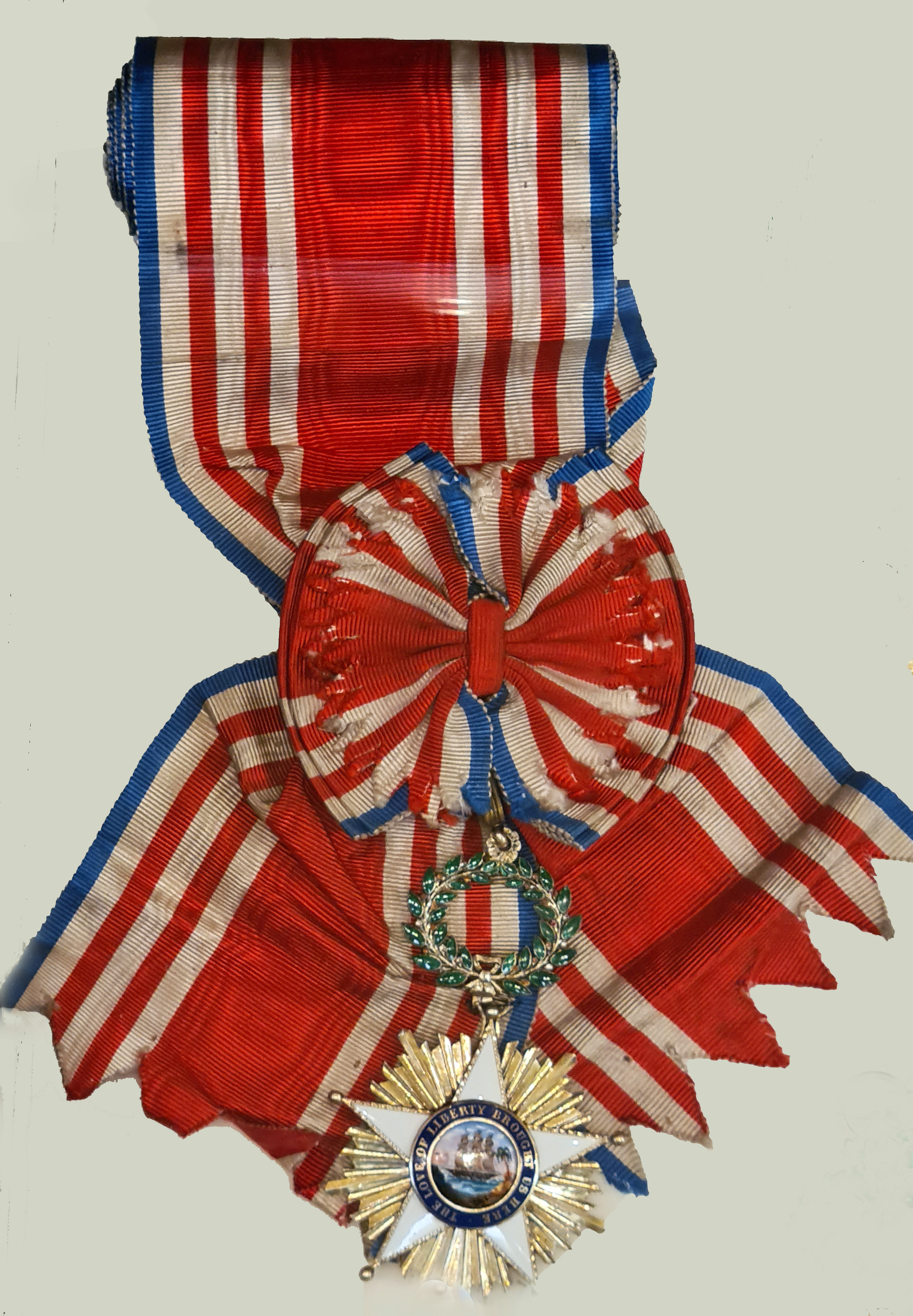
Insigne de grand-croix remis à Félix Faure.

Le médaillon est une étoile à cinq branches en émail blanc avec cinq boules d'or sur les pointes et des rayons dorés entre les bras. Sur le devant de l'étoile figurent les armoiries du Libéria. Au revers, une image de Libériens, dont les chaînes sont brisées et priant sous une croix portant la devise « L'amour de la liberté nous a amenés ici » (The Love of Liberty Brought Us Here) est représentée. Le ruban est rouge avec une bande bleue et trois bandes blanches.

## Récipiendaires notables
- Léopold II roi des Belges ;
- Albert Ier roi des Belges ;
- Félix Faure ;
- Edward Wilmot Blyden ;
- Anna E. Cooper ;
- Marian Anderson ;
- Billy Graham ;
- Sepp Blatter ;
- Arsène Wenger.